# Unterseeboot 973
L'Unterseeboot 973 ou U-973 est un sous-marin allemand (U-Boot) de type VIIC utilisé par la Kriegsmarine pendant la Seconde Guerre mondiale.
Le sous-marin fut commandé le 5 juin 1941 à Hambourg (Blohm + Voss), sa quille fut posée le 26 juin 1942, il fut lancé le 10 mars 1943 et mis en service le 15 avril 1943, sous le commandement de l'Oberleutnant zur See Klaus Paepenmöller.
L'U-973 n'endommagea ou ne coula aucun navire au cours des 2 patrouilles (26 jours en mer) qu'il effectua.
Il est coulé par l'Aviation britannique dans l'Atlantique Nord, en mars 1944.

## Conception
Unterseeboot type VII, l'U-973 avait un déplacement de 769 tonnes en surface et 871 tonnes en plongée. Il avait une longueur totale de 67,10 m, un maître-bau de 6,20 m, une hauteur de 9,60 m et un tirant d'eau de 4,74 m. Le sous-marin était propulsé par deux hélices de 1,23 m, deux moteurs diesel Germaniawerft M6V 40/46 de 6 cylindres en ligne de 1 400 cv à 470 tr/min, produisant un total de 2 060 à 2 350 kW en surface et de deux moteurs électriques Brown, Boveri & Cie GG UB 720/8 de 375 cv à 295 tr/min, produisant un total 550 kW, en plongée. Le sous-marin avait une vitesse en surface de 17,7 nœuds (32,8 km/h) et une vitesse de 7,6 nœuds (14,1 km/h) en plongée. Immergé, il avait un rayon d'action de 80 milles marins (150 km) à 4 nœuds (7,4 km/h; 4,6 milles par heure) et pouvait atteindre une profondeur de 230 m. En surface son rayon d'action était de 8 500 milles nautiques (soit 15 700 km) à 10 nœuds (19 km/h).
L'U-973 était équipé de cinq tubes lance-torpilles de 53,3 cm (quatre montés à l'avant et un à l'arrière) et embarquait quatorze torpilles. Il était équipé d'un canon de 8,8 cm SK C/35 (220 coups), d'un canon antiaérien de 20 mm Flak et d'un canon 37 mm Flak M/42 qui tire à 15 350 mètres avec une cadence théorique de 50 coups par minute. Il pouvait transporter 26 mines TMA ou 39 mines TMB. Son équipage comprenait 4 officiers et 40 à 56 sous-mariniers.
L'U-973 a reçu la conversion V1 pour son kiosque qui inclut une plateforme additionnelle avec un armement anti-aérien.

## Historique
Il reçut sa formation de base au sein de la 5. Unterseebootsflottille jusqu'à sa perte.
Sa première patrouille est précédée de courts trajets de Kiel à Marviken puis à Bergen. Elle commence  le 2 février 1944 au départ de Bergen. L'U-973 fait partie du groupe Werwolf opérant dans le passage de l'île aux Ours en attente du convoi RA- 56. Le groupe d'U-Boote cherche le convoi dans une mauvaise direction, induit en erreur par de mauvaises informations. L'U-973 rentre à Narvik le 12 février 1944, sans succès.
Sa deuxième patrouille commence le 1er mars 1944 au départ de Trondheim pour les eaux arctiques. Début mars, l'U-973 fait partie des quelques U-Boote qui opèrent encore dans les eaux norvégiennes, à la recherche du convoi RA-57 parti de Mourmansk le 2 mars 1944.
Le 6 mars 1944, l'U-973 est repéré au nord-ouest de Bodø à la position 70° 04′ N, 5° 48′ E, par un avion bombardier Swordfish du Sqn 816 (FAA), piloté par le Sub-Lt L.E.B. Bennet, du porte-avions d'escorte HMS Chaser qui le coule avec six roquettes.

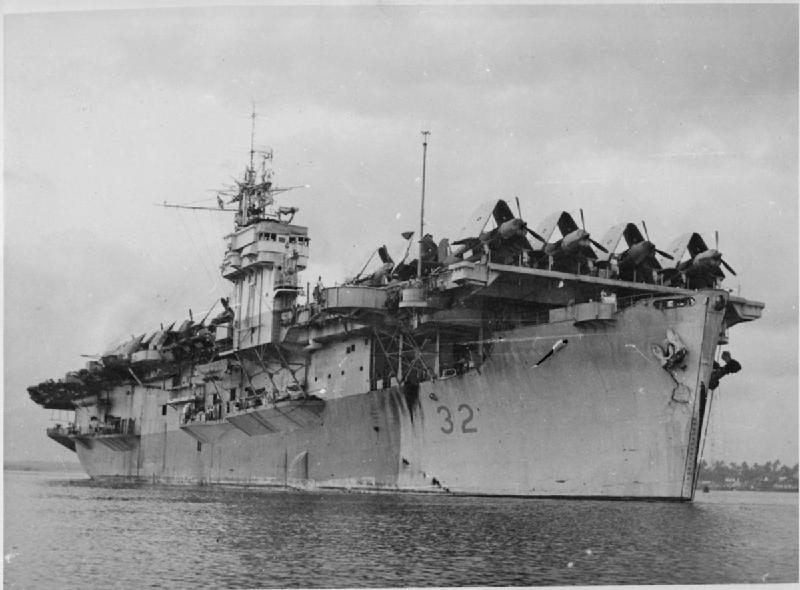
Un avion de l' coule l'U-973.

51 membres d'équipage meurent dans cette attaque ; deux survivants sont secourus par le destroyer HMS Boadicea (en).

## Affectations
- 5. Unterseebootsflottille du 15 avril 1943 au 6 mars 1944 (Période de formation).

## Commandement
- Oberleutnant zur See Klaus Paepenmöller du 15 avril 1943 au 6 mars 1944.

## Patrouilles
|       | Commandant               | Départ          | Départ    | Arrivée         | Arrivée   | Jours    | Succès |
| ----- | ------------------------ | --------------- | --------- | --------------- | --------- | -------- | ------ |
|       | Oblt. Klaus Paepenmöller | 22 janvier 1944 | Kiel      | 23 janvier 1944 | Marviken  | 2 jours  |        |
|       | Oblt. Klaus Paepenmöller | 26 janvier 1944 | Marviken  | 29 janvier 1944 | Bergen    | 4 jours  |        |
| 1     | Oblt. Klaus Paepenmöller | 2 février 1944  | Bergen    | 12 février 1944 | Narvik    | 11 jours |        |
|       | Oblt. Klaus Paepenmöller | 19 février 1944 | Narvik    | 21 février 1944 | Trondheim | 3 jours  |        |
| 2     | Oblt. Klaus Paepenmöller | 1er mars 1944   | Trondheim | 6 mars 1944     | Coulé     | 6 jours  |        |
| Total | Total                    | Total           | Total     | Total           | Total     | 26 jours | 0 t    |

Note : Oblt. = Oberleutnant zur See

### Opérations Wolfpack
L'U-973 a opéré avec les Wolfpacks (meute de loups) durant sa carrière opérationnelle.
- Werwolf (4-11 février 1944)
- Boreas (2-5 mars 1944)
- Taifun (5-6 mars 1944)